# Syrdariya
Syrdariya (Kazakhstan: Сырдария ауданы) là một huyện của tỉnh Kyzylorda ở miền nam Kazakhstan. Trung tâm hành chính của huyện là thị xã Terenozek. Dân số: 38.085 (kết quả điều tra dân số 2009); 39.100 kết quả Tổng điều tra dân số 1999).